# Вила Туцовића у Ваљеву
Вила Туцовића у Ваљеву, налази се у улици Поп Лукиној 15,  у друштвеној својини, на катастарској парцели број 6218 K.O. Ваљево. Прва је вила подигнута у граду. Кућа је споменик културе од великог значаја.

## Историја
Кућу је пројектовао инжењер Павле Алексић 1927. године, када је и сазидана. Први власник била је кћи војводе Мишића Ела, која је била удата за апотекара Михаила Марковића. Њихова кћи Ђеђа удала се за апотекара Светозара Туцовића, који су садашњи власници ове јединствене грађанске куће у Ваљеву. 

## Изглед виле
Вила је објекат грађен од тврдог материјала са приземљем, спратом и поткровљем. Високи сокл је од фино тесаних и сложених камених блокова. Фасаде су малтерисане и окречене у бело, богате украсима и отворима. Међу њима се посебно истиче улична фасада. На фасадама су венци са цветним мотивима симетрично су распоређени око главног улаза. Посебно су упечатљиви мотиви глава на фасадама, посебно мотив мушкарца без косе дугих бркова, налик на епски певач на гуслама или народни устаник, који се понавља дуж фасаде и налази се изнад улаза, као најважнији мотив. Овакви декоративни елементи какве красе фасаду виле Туцовића су често примењивани у сецесионистичкој архитектури. 
Приземље одликује полигонално извучен у поље централни део са занимљиво решеним прозорским отворима изнад којег је тераса оивичена високом оградом. Спратни део је асиметричан са великом откривеном терасом – са јужне стране, и пуним масама са северне стране. На врху грађевине потенциран је централни део са две жардињере и стилизованом шкољком. 
Унутрашњост још увек поседује мермерне собе и портрете Живојина Мишића и његове жене, Немице Лујзе. Ентеријер је сачуван колико је то било могуће.

## Значај
Део улице Поп Лукине са низом од неколико стамбених зграда и вилом Туцовића је целина карактеристична за једну фазу развоја стамбене архитектуре и урбанистичког планирања града Ваљева која поред историјске поседује и амбијенталну вредност. 
Одлука о утврђивању Виле Туцовића у Ваљеву за споменик културе, Vlada RS 05 broj 633-2231_97-011 od 18.06.1997, Sl. Glasnik RS broj 27_97.pdf
Територијално надлежан завод за Вилу Туцовић је Завод за заштиту споменика културе Ваљево.
Број у централном регистру је СК 2029 од 6.7.2010. године а у регистру надлежног Завода је 15.9.1997. године.